# Municipio de North Campbell No. 2
El municipio de North Campbell No. 2 (en inglés: North Campbell No. 2 Township) es un municipio ubicado en el condado de Greene en el estado estadounidense de Misuri. En el año 2010 tenía una población de 2783 habitantes y una densidad poblacional de 295,36 personas por km².

## Geografía
El municipio de North Campbell No. 2 se encuentra ubicado en las coordenadas 37°15′59″N 93°15′36″O / 37.26639, -93.26000. Según la Oficina del Censo de los Estados Unidos, el municipio tiene una superficie total de 9.42 km², de la cual 9.42 km² corresponden a tierra firme y (0%) 0 km² es agua.

## Demografía
Según el censo de 2010, había 2783 personas residiendo en el municipio de North Campbell No. 2. La densidad de población era de 295,36 hab./km². De los 2783 habitantes, el municipio de North Campbell No. 2 estaba compuesto por el 94.43% blancos, el 1.87% eran afroamericanos, el 0.68% eran amerindios, el 0.93% eran asiáticos, el 0.04% eran isleños del Pacífico, el 0.36% eran de otras razas y el 1.69% pertenecían a dos o más razas. Del total de la población el 1.19% eran hispanos o latinos de cualquier raza.